# کیتی مانبر
کیتی مانبر (اسپانیایی: Kiti Manver‎) بازیگر اهل اسپانیا است.
از فیلم‌ها یا مجموعه‌های تلویزیونی که وی در آن‌ها نقش داشته است، می‌توان به دهان‌به‌دهان، شب پادشاهان، دختران تلفنچی، پپی، لوسی، بوم، زنان در آستانه فروپاشی عصبی، چشم‌هایم برای تو، گل اسرار من، همه مردها مثل هم هستند، جادوگران و گراند هتل اشاره نمود.